# Dritan Abazović

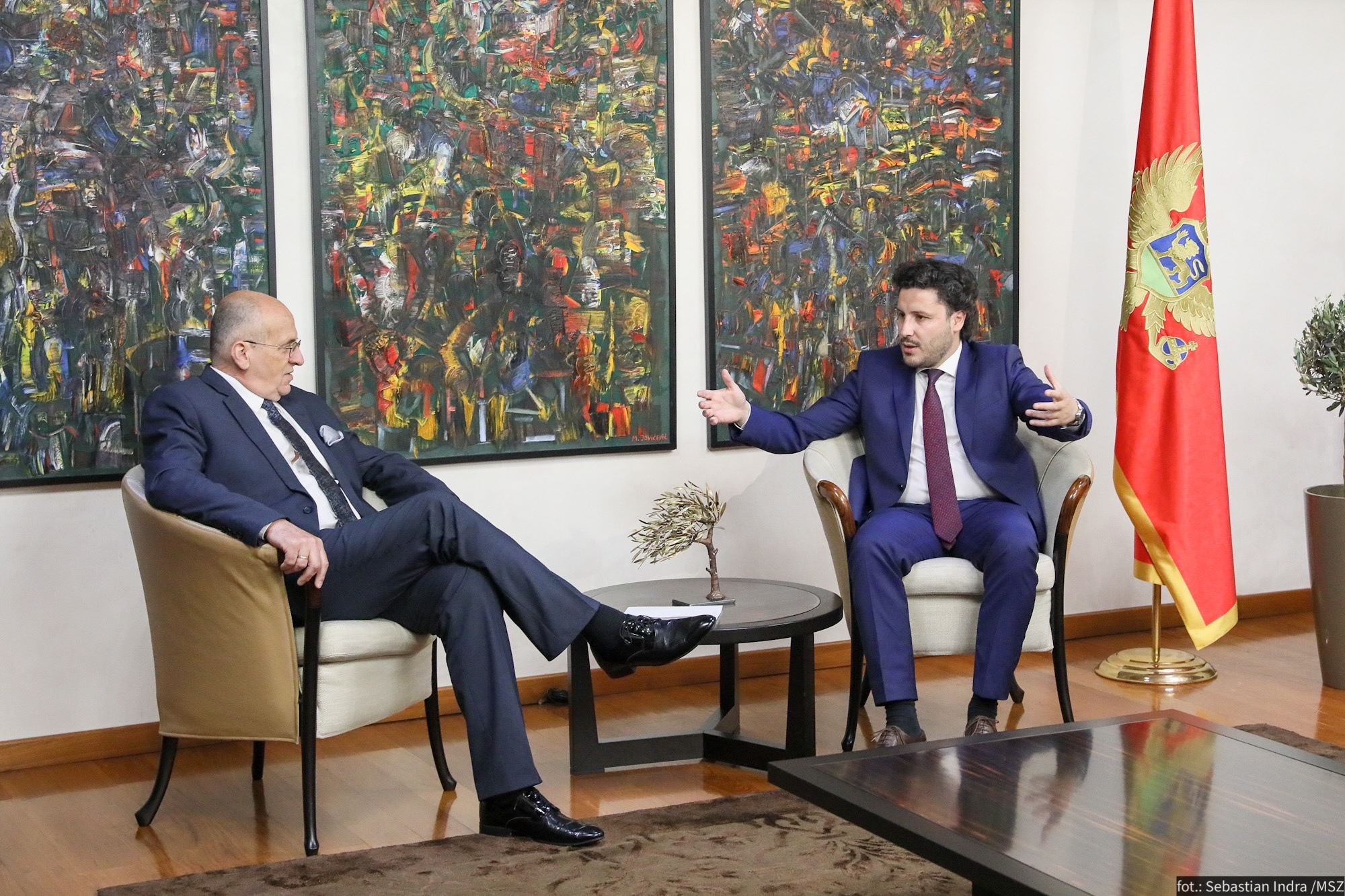
Zbigniew Rau i Dritan Abazović (2022)

Dritan Abazović, cyr. Дритан Абазовић (ur. 25 grudnia 1985 w Ulcinju) – czarnogórski polityk i politolog narodowości albańskiej, poseł do Zgromadzenia Czarnogóry, lider partii Zjednoczona Akcja Reform (URA), w latach 2020–2022 wicepremier, a od 2022 do 2023 premier Czarnogóry.

## Życiorys
Ukończył szkołę podstawową i średnią w rodzinnej miejscowości, a następnie studia na wydziale nauk politycznych Uniwersytetu w Sarajewie. Magisterium ze stosunków międzynarodowych uzyskał w 2008 na Uniwersytecie Czarnogóry. Doktoryzował się w 2019 na macierzystym wydziale Uniwersytetu w Sarajewie. Kształcił się także na uczelniach m.in. w Norwegii i Austrii. Pracował jako nauczyciel w szkole średniej w Ulcinju. Był dyrektorem wykonawczym organizacji pozarządowej Mogul, działaczem organizacji Novi Horizonti, wicedyrektorem i następnie dyrektorem lokalnej stacji telewizyjnej Teuta. Autor książki Kosmopolitska kultura i globalna pravda, a także artykułów naukowych poświęconych m.in. globalizacji i etyce. W 2017 podpisał deklarację o wspólnym języku Chorwatów, Serbów, Boszniaków i Czarnogórców.
W 2012 należał do założycieli partii Pozytywna Czarnogóra. Z jej ramienia w tym samu roku po raz pierwszy uzyskał mandat posła do parlamentu Czarnogóry. W trakcie kadencji opuścił tę formację, a w 2015 dołączył do Zjednoczonej Akcji Reform. Ponownie wybierany na deputowanego w wyborach w 2016, 2020 i 2023.
W 2017 stanął na czele URA, został też liderem koalicji politycznej „Crno na bijelo”. W grudniu 2020 objął urząd wicepremiera w rządzie Zdravka Krivokapicia. W lutym 2022 jego ugrupowanie wraz z opozycją (w tym socjalistami Mila Đukanovicia) przegłosowało wotum nieufności wobec gabinetu. W następnym miesiącu prezydent desygnował go na stanowisko premiera, zlecając mu misję utworzenia nowego rządu. Poparcie dla jego rządu zadeklarowała opozycyjna prezydencka Demokratyczna Partia Socjalistów Czarnogóry, ugrupowania socjaldemokratów i mniejszości narodowych oraz SNP. 28 kwietnia 2022 parlament zatwierdził jego mniejszościowy rząd, który tego samego dnia rozpoczął urzędowanie. 20 sierpnia 2022, wkrótce po podpisaniu budzącej kontrowersje umowy z Serbskim Kościołem Prawosławnym, Zgromadzenie Czarnogóry przegłosowało wobec rządu wotum nieufności. Dritan Abazović funkcję premiera sprawował w dalszym czasie, kończąc urzędowanie 31 października 2023.